# 城中镇
城中镇，是中华人民共和国广西壮族自治区崇左市宁明县下辖的一个乡镇级行政单位。

## 行政区划
城中镇下辖以下地区：
明祥社区、城南社区、中华社区、北斗社区、三华社区、龙祥社区、寨密村、浦瓜村、北丈村、驮龙村、纳利村、下州村、珠连村、耀达村、松林村、怀利村和馗塘村。